# رشید خوتابا
رشید خوتابا (روسی: Раш Хабугович Хутаба؛ زادهٔ ۱۰ فوریه ۱۹۵۱) کشتی‌گیر کشتی آزاد اهل اتحاد جماهیر شوروی است.
وی در مسابقات کشوری و بین‌المللی در مجموع برندهٔ ۱ مدال طلا شده‌است.